# Medijske toplice
Medijske toplice so manjše akratotermalne terme, ki ležijo v severozahodnem delu kraja Izlake v Občini Zagorje ob Savi.

## Zgodovina

### Od Valvasorja do Prašnikarja
Izvir termalne vode omenja v svojem delu Slava vojvodine Kranjske že polihistor Valvasor, v čigar družinski lasti je bil bližnji Medijski grad. Grad Medija je leta 1868 kupil na Izlakah rojeni industrialec in gradbenik Alojz Prašnikar, leta 1877 pa je kupil in uredil tudi okrevališče in uredil jamsko kopališče in plavalni bazen s termalno vodo. Ob današnjem hotelu je sta ohranjena z betonsko kupolo pokrita bazen ter Valvasorjev vrelec.

### Po drugi svetovni vojni
Po drugi svetovni vojni je bilo kopališče preurejeno. Zgrajen je bil olimpijski bazen.

### Novo kopališče in hotel
Leta 1985 je bilo gostišče s prenošiči dograjeno v hotel s 35 sobami. Sledila je gradnja novega zunanjega kopališkega kompleksa s tremi bazeni in toboganom, ki je bil odprt leta 1993. Leta 2000 je bila notranjost hotela popolnoma prenovljena.

### Zaprtje in iniciative za oživitev
Hotel in kopališče sta bila leta 2009 zaprta, kar je zaradi velikega lokalnega pomena objekta izzvalo ogorčenje lokalne javnosti. Od zaprtja kompleks naglo propada, k čimer so pripomogle poplave leta 2010 ter tudi vandalizem. Ker je kompleks v zasebni lasti, so bile občasno očiščene le zunanje parkovne površine . Občina Zagorje ob Savi je preučevala možnost ponovnega nakupa kompleksa oziroma najema kopališča, vendar je objekt obremenjen s hipotekami, pogoji najema pa za občino niso bili sprejemljivi . Toplice so bile leta 2012 pred javno dražbo, vendar je lastnik pravočasno poplačal terjatve .
Leta 2013 se je na pobudo Jureta Urbanije na spletnih omrežjih oblikovala iniciativa za ponovno odprtje Medijskih Toplic, ki je s strani lastnika prejela kopališče v brezplačni najem in v istem letu pričela s prostovoljskimi čistilnimi akcijami.

#### Dogodki
Dogodki, ki jih je organiziralo društvo Medijske toplice:
- Medijske toplice skozi čas (fotografska razstava), 25. maj 2013
- Extreme Slovenian Unicycle Contest (tekmovanje monociklistov), 24., 25. avgust 2013
- Povežimo Dlani z Grošičarjevimi (dobrodelni koncert), 6. september 2013
- Kopališče strahov, 26. oktober 2013

## Zdravilišče
Za hotelom je ohranjen z betonsko kupolo pokrit prvotni izvir akratotermalne vode s temperaturo od 24 do 26°C in kapaciteto do 50 l/sek.
V zdraviliško-rekrativnem se nahaja pokrit bazen s temperaturo vode do 33 °C, ambulanto, suho masažo, savno, speleoterapijo in akupunkturo. Voda iz vrelca zdravi stanja po poškodbah in operacijah gibal ter nevrotska stanja s telesno simptomatiko.